# Grayson (Geòrgia)
Grayson és una població dels Estats Units a l'estat de Geòrgia. Segons el cens del 2009 tenia 1.521 habitants.

## Demografia
Segons el cens del 2000, Grayson tenia 765 habitants, 276 habitatges, i 226 famílies. La densitat de població era de 167,8 habitants/km².
Dels 276 habitatges en un 44,6% hi vivien nens de menys de 18 anys, en un 68,1% hi vivien parelles casades, en un 9,1% dones solteres, i en un 17,8% no eren unitats familiars. En el 15,2% dels habitatges hi vivien persones soles el 7,6% de les quals corresponia a persones de 65 anys o més que vivien soles. El nombre mitjà de persones vivint en cada habitatge era de 2,77 i el nombre mitjà de persones que vivien en cada família era de 3,02.
Per edats la població es repartia de la següent manera: un 29,5% tenia menys de 18 anys, un 4,6% entre 18 i 24, un 34% entre 25 i 44, un 22,5% de 45 a 60 i un 9,4% 65 anys o més.
L'edat mediana era de 35 anys. Per cada 100 dones de 18 o més anys hi havia 91,8 homes.
La renda mediana per habitatge era de 51.750 $ i la renda mediana per família de 61.618 $. Els homes tenien una renda mediana de 37.500 $ mentre que les dones 36.250 $. La renda per capita de la població era de 22.695 $. Entorn del 6,3% de les famílies i el 8,2% de la població estaven per davall del llindar de pobresa.

## Poblacions properes
El següent diagrama mostra les poblacions més properes.